# Sida petropolitana
Sida petropolitana är en malvaväxtart som beskrevs av H. Monteiro. Sida petropolitana ingår i släktet sammetsmalvor, och familjen malvaväxter. Inga underarter finns listade i Catalogue of Life.